# الإسلام في بيزانسون

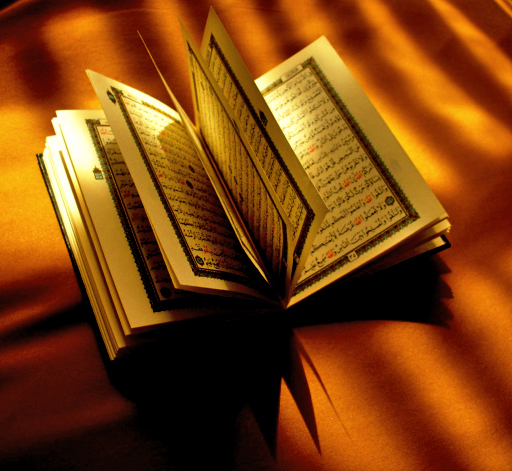
القرآن, الكتاب المقدس في إسلام

الإسلام في بيزانسون ظهر الوجود الإسلامي في بيزانسون بشكل ملحوظ بعد الحرب العالمية الثانية وبالأخص بعد استقلال المغرب. قبل هذا العصر لم يوجد أي مصدر ليشهد وجود جماعة إسلامية ببيزانسون؛ على الرغم من أن جنود الاحتلال أقاموا في هذه المنطقة من 1870 حتى 1920. احتوى أول جيش فرنسي لأفريقيا على عدد كبير من المحاربين من المستعمرات الفرنسية وقام بتحرير إقليم دوبس وإقليم بلفور والزاس من عام 1944 الي 1945.عاد المستعمرون إلى بلادهم الأم بعد الحرب ثم عادوا مرة أخرى وتفرقوا قليلاً في أرجاء فرنسا ومن ثم استقروا في عاصمة بيزانسون.
خلال أعوام 1960 هاجر الكثير من شمال أفريقيا إلى المدينة وكان أغلبهم من المسلمين ومنذ هذه الفترة، ظهر احتياج السكان الجدد إلى دور للعبادة. على مر العقود، ولقلة دور العبادة اتبع المسلمين شعائرهم الدينية في مباني متهالكة أو في قاعات كبيرة. لكن في عام 1981 اقام المركز الثقافى الإسلامى فرانش كونته، ومقره بيزانسون، رابطة السُنة التي انشئت عام1987.و في أواخر التسعينيات عام 1990 وخصوصاً منذ عام 2000 بُنى لأول مرة بعض المساجد بالعاصمة مثل مسجد السُنة، مسجد الفتح وحديثا مسجد فونتان إيكو Fontaine-Écu.
في 2010، الإسلام سيكون الديانة الثانية في بيزانسون بعد المسيحية على الرغم من عدم وجود أي مستند رسمى يؤكد ذلك في ماعدا أقوال أكبر الزعماء الروحانيين في البلدة. بناء على راديو “فرنسا الزرقاء” بيزانسون، وصل عدد المسلمين في المدينة إلى 15000 مسلم بما يعادل 13% من التعداد السكانى.

## تاريخ

### الإطار التاريخى
أصبح الإسلام اليوم _للذين يؤمنون به_الديانة الثانية في فرنسا في القرن الثامن، غزى الفتح الإسلامى جزء من فرنسا وأصبحت تحت سيطرة إسلامية حتى معركة بلاط الشهداء عام 732 التي هُزمت فيها الجيوش الإسلامية على يد شارل مارتيل. ولكن وجود الإسلام على الأرض الفرنسية لم يكن ملحوظاً إلا عندما لجئ المسلمون إلى جنوب فرنسا هاربين من حروب الإسترداد „ سقوط الأندلس“ ثم من محاكم التفتيش الإسبانية. تعهدت الدولة الفرنسية بعلاقات جديدة مع السكان المسلمين، بالطرق الدبلوماسية منذ فرانسوا الأول ملك فرنسا وسليمان القانوني والحملة الفرنسية على مصر، والتجارة عبر البحر الأبيض المتوسط، وعبر أفريقيا جنوب الصحراء، وبالأخص منذ مؤتمر برلين في 1884-1885.

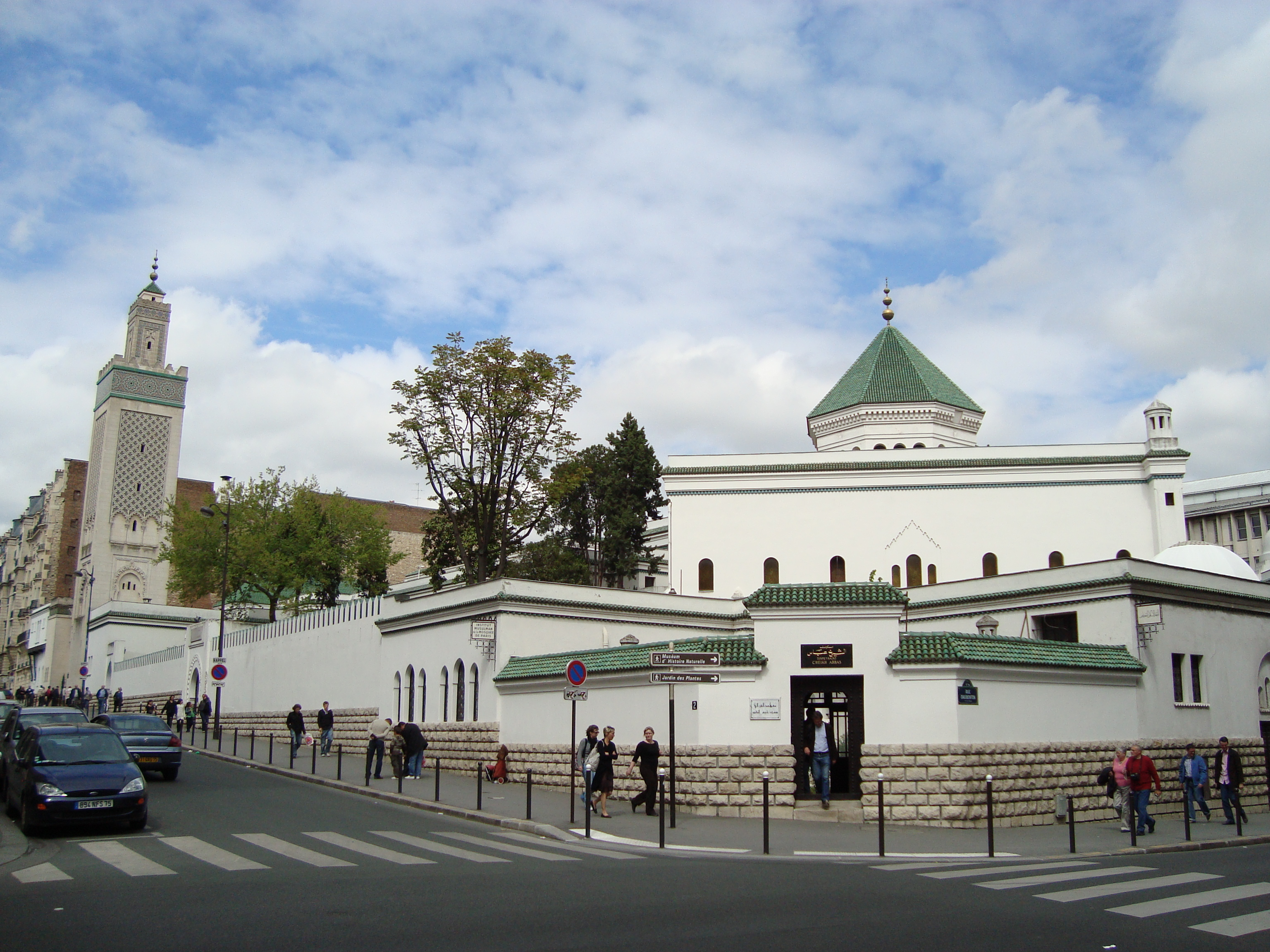
مسجد باريس (فرنسا)، أول مسجد بالعاصمة عام (1926-1922)

الإسلام هو الدين السائد في المؤسسات الفرنسية بالجزائر. توغل في أرض العاصمة الفرنسية مع القوات الاستعمارية الإضافية المتطوعة في الحرب العالمية الأولى التي انتقل إليها حوالى 270000 مغربي من بينهم 190000 شاركوا، بطريقة مباشرة، في معارك بأوروبا، من ضمنهم 19% تقريبا قُتلوا في المواجهة. بعد الانتصار الفرنسي، عاد معظم الناجون الذين كانوا من جيوش الاحتلال للضفة اليسرى من الراين، فيما بعد حوض الرور، ثم إلى بلادهم. ٲُعتبر وجود الجيوش «السوداء» فضيحة بٲلمانيا، في سياق عنصري حاد: هوجمت الجيوش«السوداء» في الصحافة الألمانية وبأحاديث الأحزاب العنصرية مثل الحزب النازي. كانوا أوائل المعادون للوطن وقت جلاء راينلاند.أثناء فترة ما بين الحربين العالميتين، شارك الاستعماريون في الاقتصاد الصناعى للبلد ٳلى ٲن فُرضت الهجرة ٲثناء بداية عام1930.
شارك هؤلاء الجنود المستعمرون في الحرب العالمية الثانية وقتل عدد كبير منهم أثناء القتال وأيضا في المجازر المرتكبة عمدا من الجيش النازى عام 1940. بدأت الهجرة بعد الحرب العالمية الثانية بين شمال أفريقيا والعاصمة، عندما كانت فرنسا تستدعى مستوطنيها لسد النقص الحاد للأيدي العاملة. في نهاية ثورة التحرير الجزائرية، عجلت سياسة إعادة التجميع العائلية بالهجرة، حتى عام 1970، عندما اوقفت فرنسا تدريجيا هذه السياسة. في عام1970 وكلت الدولة الفرنسية إلى الدول التهجيرية العناية بإحاطة الرعايا الأجانب المتواجدين بفرنسا. مع ذلك، شعر مسلمي البلد تدريجيا احتياجهم لممارسة الشعائر الدينية، مع زيادة عدد المساجد (من خمس مساجد حتى 900 مسجد تقريبا في عام 1965 وعام 1985)، لكن ظل عدد المساجد والأئمة غير كافي بالنسبة للمصلين. فأنشئ عام 2003 المجلس الفرنسى للشعائر الإسلامية والمجالس الدينية الإسلامية.ينتقل الإسلام بمختلف منظماته وتياراته الفكرية إلى التقنين، مثل العقائد الأخرى الموجودة في فرنسا.

## تاريخ مسلمي بيزانسون

### نزول الاستعماريين في بيزانسون وحدودها

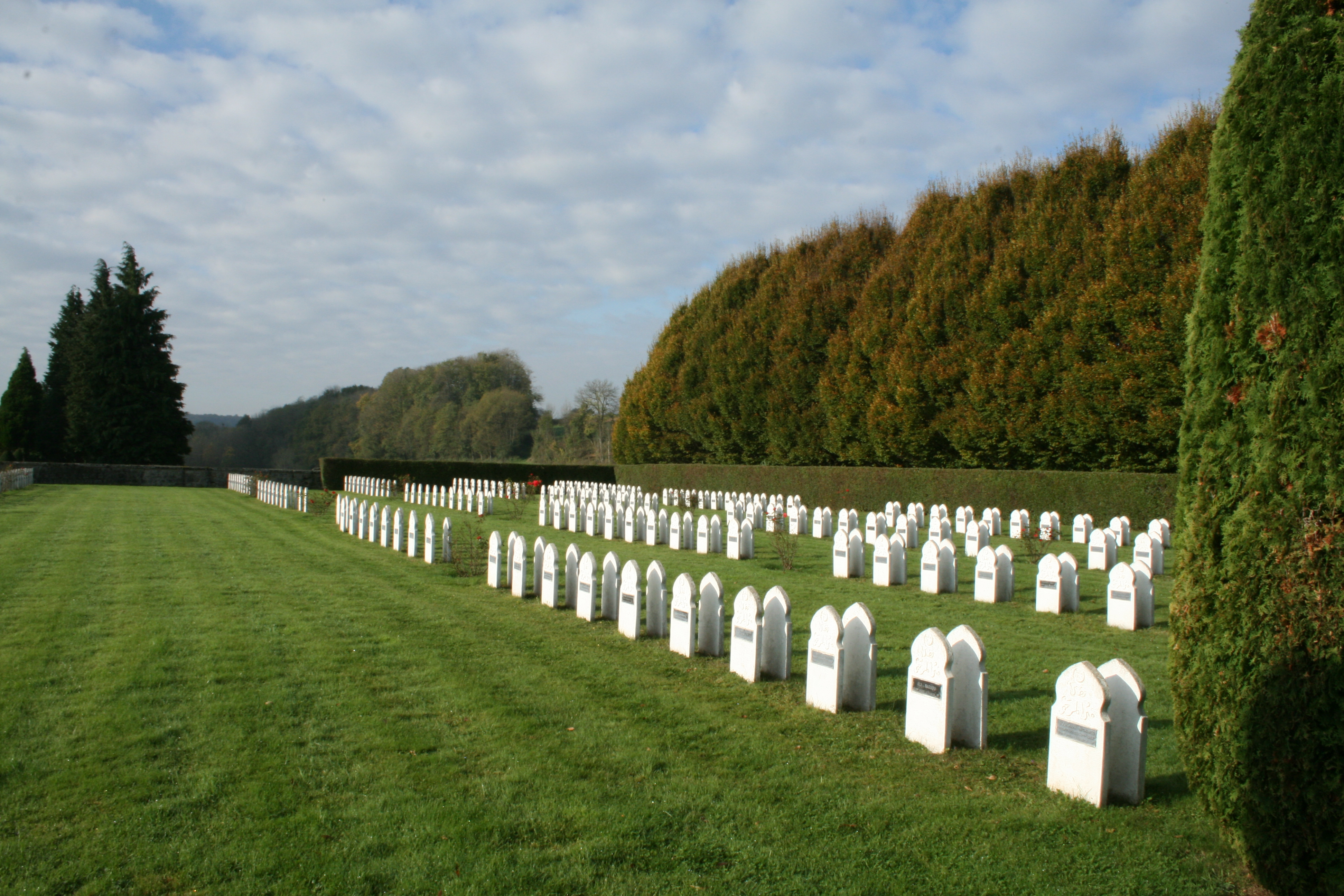
أضرحة للمسلمين في مقبرة عسكرية في روجمونت Rougemont

بعد الحرب الفرنسية البروسية وخصوصاً في النصف الأول من القرن العشرين، قامت فرانش كونته وبعض المدن التي على حدود فرنسا بإنزال عديد من الجنود من المغرب العربي. بعد انهيار الإمبراطورية الفرنسية الثانية قُبالة المملكة الألمانية المتحدة وخلف مملكة بروسيا عام 1871, تحضرت فرنسا للثأر من ألمانيا منذ عام 1890 وجندت طوعاً وكرهاً سكان مستعمارتهم في أفريقيا وفي الهند الصينية
«بما اننا ليس في مقدورنا الحصول على عدد كافي من الأطفال لحمل علمنا أمام ألمانيا الدموية ليس لدينا إلا مصدر واحد: تجنيد جنود من ضمن اناس بدائيين، تحت سيطرتنا، قبلوا بالحياة والموت. إذا في اقرب وقت ممكن، من المفترض تنظيم هؤلاء الجنود السود والعرب لتكوين قوة لا مثيل لها من 200.000 رجل ذو حرفة. نعم، من المفروض خلق جيش أسود، جيش عربى، سند لخسارتنا»
.

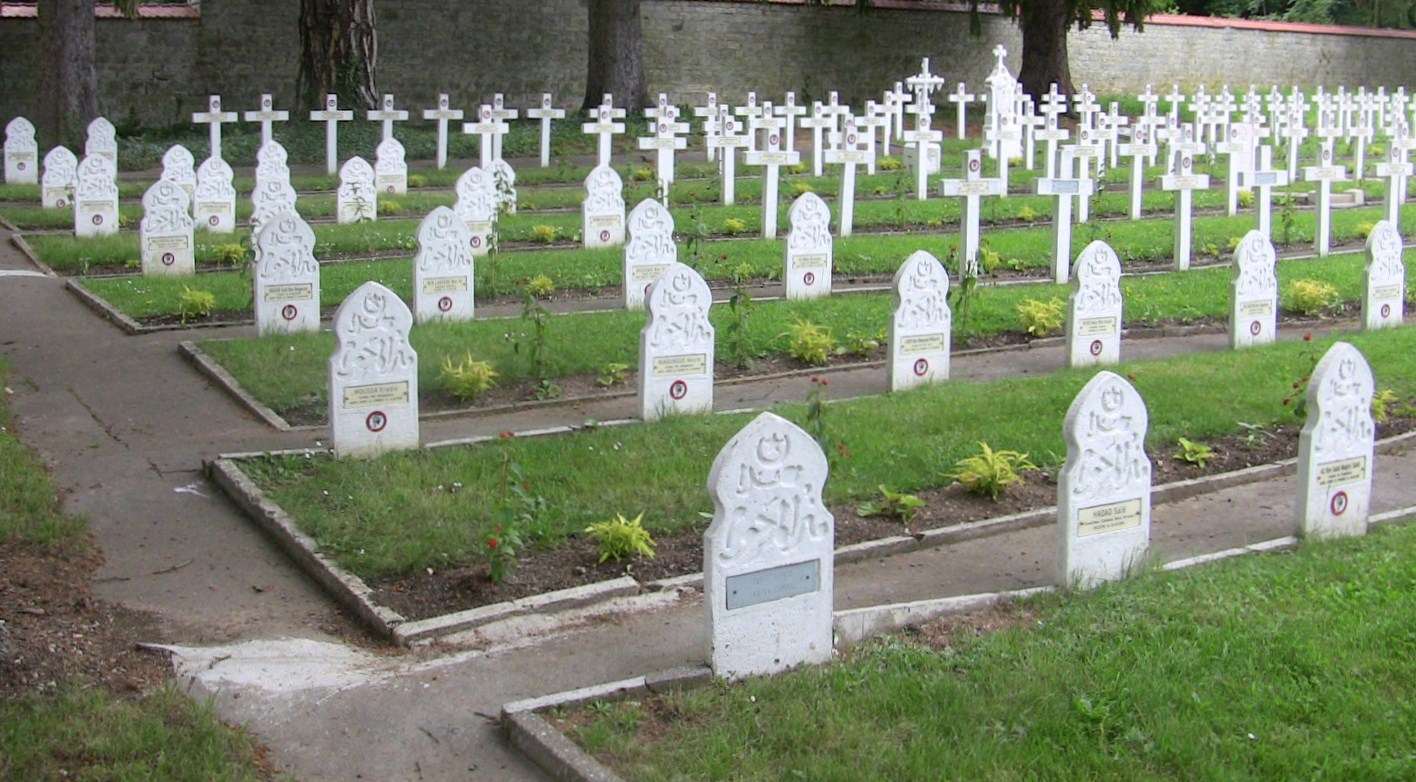
أضرحة استعمارية للمسلمين بمقبرة سان كلود في بيزانسون

ذُكر اشتراك جنود المستعمرات في منطقة بيزانسون أثناء الحرب العالمية الأولى ودليلا على ذلك وجود أضرحة المسلمين بالجانب الإسلامي بمقبرة سان كلود في ذكرى ضحايا الجنود خلال الحربين العالميتين، وأيضا وجود عشرون نصب تذكارى شرقي.
مع ذلك، كان يعد وجود الاستعماريين قبل وأثناء الحرب العالمية الأولى ثانويا، وتحتم الانتظار حتى الحرب العالمية الثانية لإتمام تكوين جيوش محلية لتحارب في فرانش كونته.نُصبت لوحة تذكارية بجانب ملهى بيزانسون لتكريم جنود الجيش الفرنسي الأول الذين قتلوا بإقليم دوبس، وكتب عليها:

«في ذكرى وفاة 14.000 جندي بمعارك الجيش الفرنسي الأول (جيش شمال أفريقيا، الجيش الثاني (ب)) الذي وصل الي بروفانس، بعد عدة معارك بتونس وإيطاليا، مع سادس مجموعة من فيلق الجيش الأمريكي، وقام بتحرير تلون ومارسيل ثم وصل في وقت قياسي إلى اقليم دوبس حيث عانى طيلة شهرين من مشكلة التزود بالمؤن.قاد الجنرال دي لاتر دي تاسيني الوحدة العسكرية ببيزانسون بشارع لوكورب وضم عدد من المتطوعين من المقاومة الفرنسية (القوات الفرنسية الداخلية) ووحدات عسكرية من شمال أفريقيا (الجيش الفرنسي الثاني) وحصل الأخير على لقب الجيش الفرنسي الأول بإقليم دوبس بمدينة منونتبليار.

في 14 نوفمبر 1944، حررت قوات الدفاع باقي اقليم دوبس وأراضي بلفور والزاس وعبروا مدينة رين واستمروا بتتبع العدو حتى وصل الي النمسا. في 8 مايو 1945، أعلن الجنرال دي لاتر دي تاسيني باسم فرنسا استسلام برلين.أصبحت اسلحة كولمار شعار الجيش واُطلق على النهرين الكبيرين: نهر رين ونهر دانوب.»

المقبرة العسكرية في بلدية روجمونت اسقبلت 2169 مقبرة محارب فرنسي سقطوا خلال الحرب العالمية الثانية منهم 1251 مقبرة مزينة بنقوش إسلامية وهذا يعد دليلا على وجود المسلمين في بيزانسون. نُصب تمثال «حراس الذاكرة» Les Sentinelles de la Mémoire بممشى جلاسياس تكريماً للمحاربين الأجانب وضمت جميع الأصول. استقر غالبية الناجين ببيزانسون بعد الحرب لا سيما أن الحكومة في هذه الفترة لم تصدر قرار بترحيلهم.

### دعوة إلى العمل

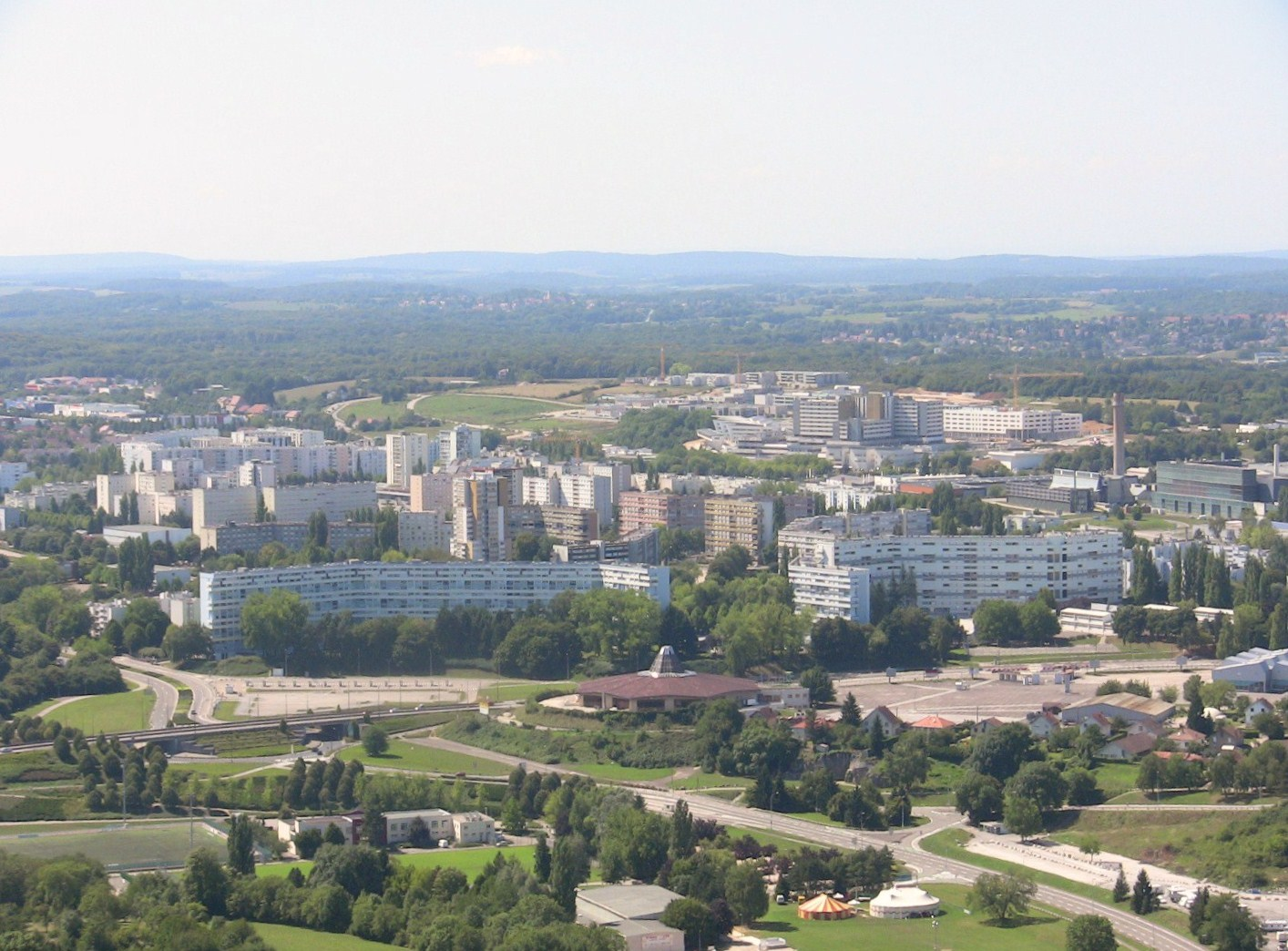
شارك مهاجري شمال أفريقيا في بناء العديد من المناطق في بيزانسون، وهذاهو اقليم بلانواز المشيد منذ عام 1959 الي عام 1968.

تتكون مدينة بيزانسون من أجناس مختلفة، تضم العديد من السكان من مختلف الأماكن البعيدة، تعود هجرتهم في الغالب لأسباب اقتصادية.تأسست أول جالية يهودية ببيزانسون منذ العصور الوسطى قبل عودتهم الي المدينة مرة أخرى في القرن الثامن عشر، من ثم استقر السويسريون بالمدينة بداية من القرن التاسع عشر وهم من اسسوا نشاط صناعة الساعات وتبعهم البرتغالين والإسبانيين والإيطالين من أجل العمل منذ عام 1930. ومن هنا أصبحت المدينة أرض إستقبال للتدفقات المهاجرين في المستقبل خاصة القادمون من أفريقيا واسيا منذ الحرب العالمية الأولى، لكن تفاقم عدهم بشكل ملحوظ خاصة بعد الحرب العالمية الثانية...

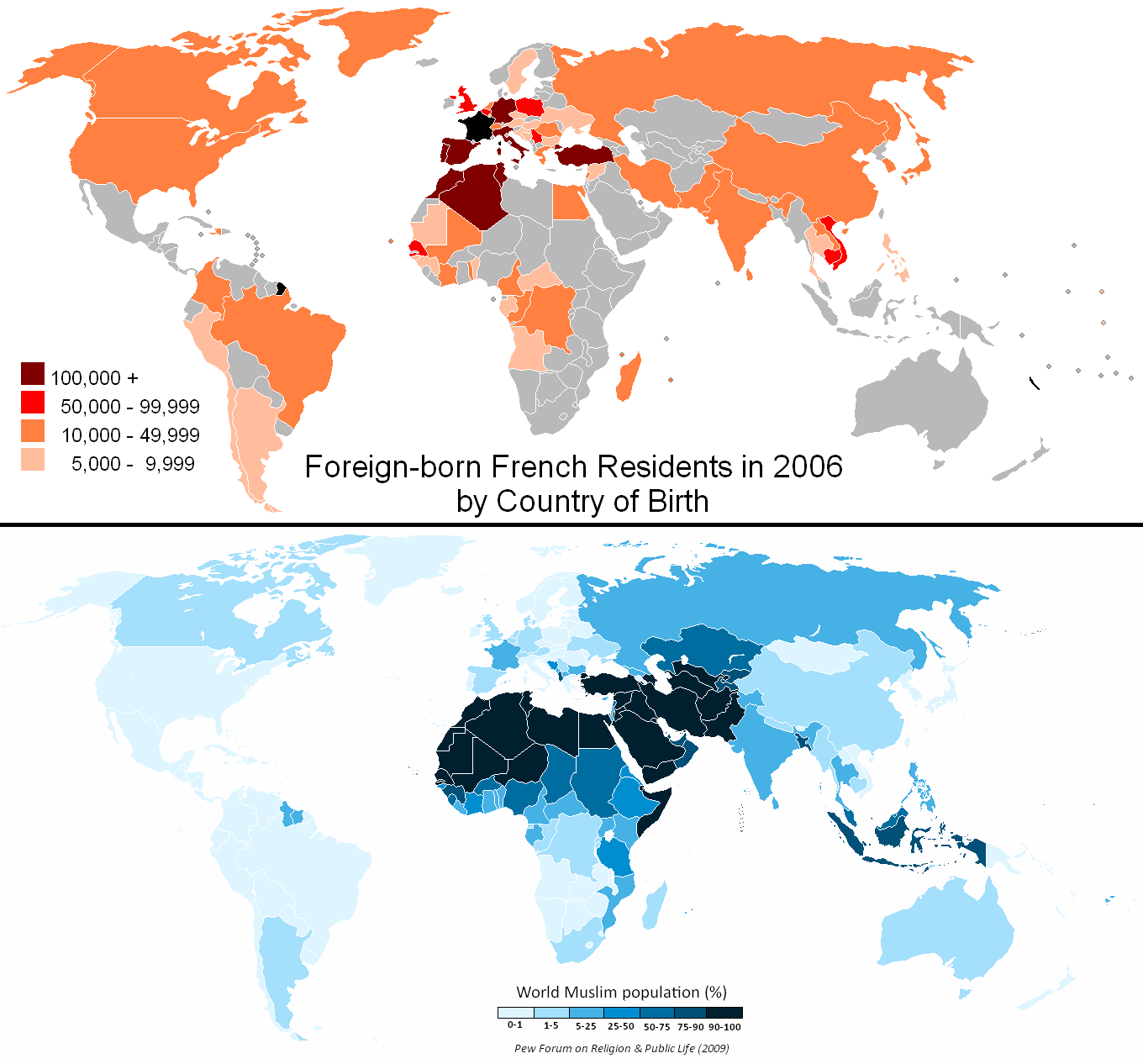
بالأعلى:البلدان الأصلية للمهاجرين بفرنسا ; بالأسفل:السكان المسلمين بالعالم حسب البلد (1999)

هجرة سكاني المستعمرات السابقة لعبت دوراً هاما في ظهور الإسلام في بيزانسون. بدأت الهجرة المغربية منذ عام 1950 وزاد تندفق المهاجرين عام 1960 بعد استقلال بلاد المغرب العربي حتى عام 1970 و1980 بعد استقلال المغرب. في الحقيقة أن «المسلمين الجزائريين» من عام 1947 لعام 1962 خاصة المهاجرين المقيمين بإقليم بريطون وكورسيكا تمتعوا بحق التصويت وبنفس الحقوق والواجبات كسائر المواطنين الفرنسيين وساهموا بنطاق واسع إلى هجرة السكان إلى مدينة بيزانسون، كما في كل مكان في فرنسا.هذه الحرية الممنوحة للهجرة الجزائرية من الدولة الفرنسية، حتى بعد استقلال البلاد في عام 1962، ترجع إلى النمو الاقتصادي غير المسبوق في فرنسا الذي يحتاج إلى قوة عاملة ضخمة، كما بمدينة بيزانسون. في الواقع، عرفت المدينة في ذلك الوقت انفجارا سكانيا مصحوبا بنمو اقتصادي كبير على الرغم من مجيئ العديد من المهاجرين من إيطاليا وإسبانيا والبرتغال للاستقرار والعمل بالمدينة ولكن ظلت مشكلة الأيدي العاملة قائمة مما اجبر المستثمرين لدعوة شمال أفريقيا للعمل. بالإضافة إلى النمو الصناعي المتمثل في صناعة الملابس الجاهزة والغزل والنسيج الاصطناعي وأيضاً صناعة الساعات والصناعات الغذائية أو الصناعات الدقيقة لذا احتاجت البلدة إلى عدد كبير من القوة العاملة خاصة خلال التوسع الحضاري للمدينة، فتم بناء أحياء جديدة مثل حي بلانواز وحي جريت وبوت وحي كلير سوليّ وحي بالونت اورشو وحي مونترابون فونتن إيكو.

ومع ذلك، اعتبر أواخر عام 1970 نقطة تحول في هذه الفترة بسبب إغلاق العديد من المصانع بيزانسون (كمصنع ليب عام 1977 ومجموعة رودياسيتا 1982 ومصانع كيلتون) وعدة ازمات أخرى، أصبحت فرص العمل نادرة وتدهورت الأوضاع المعيشية، خاصة بالنسبة للأجانب. أصبحت سياسة الهجرة عام 1974 أكثر حزما بالرغم أن العديد من الجزائريين استقروا في المدينة بعد هذا التاريخ وبما في ذلك عام 1976، وارتفعت الهجرة الجزائرية في بيزانسون.تواصلت الهجرة المغربية إلى بيزانسون منذ عام 1968 ولم يتوقف عدد السكان عن التزايد حتى عام 1980. ظل هناك سعي كبير للهجرة حتى بعد وقف الهجرة الجماعية وذلك بسبب فتح باب جديد للهجرة وهي هجرة «لم شمل الأسرة» أو «الهجرة العائلية» وهي تشمل الزوجين والأطفال الذين تقل أعمارهم عن ثمانية عشر عاماً باعطاء المواطنون الأجانب إذن إقامة على الأراضي الفرنسية بصفة منتظمة.

من خلال مقابلة مع عبد الرحمن الحلو، قنصل الجزائر ببيزانسون، في عام 1982، أوضح مدى أهمية الهجرة الجزائرية لمدينة بيزانسون وفرانش كونته وإسهامها في تغير وجهة المدينة وإدخال عادات وتقاليد جديدة، كالإسلام، الممثل من مختلف الجمعيات وأيضا من «القنصلية الجزائرية» في بيزانسون.في نفس العام، صدر تقرير يفيد بأن نسبة المسلمين القائمين بفرانش كونته حوالي 50000 في ذلك الوقت.

|           | 1946 | 1954 | 1962 | 1968 | 1971 | 1972 | 1973 | 1974 | 1975 | 1977 | 1979 | 1981 | 1983 | 1990 | 1999 |
| --------- | ---- | ---- | ---- | ---- | ---- | ---- | ---- | ---- | ---- | ---- | ---- | ---- | ---- | ---- | ---- |
| الجزائرين | 0    | 282  | 1034 | 1416 | 1899 | 2201 | 3652 | 3793 | 3837 | 3100 | 2695 | 2622 | 1718 | 2024 | 1545 |
| المغربيين | 0    | 3    | -    | 228  | 389  | 639  | 795  | 901  | 934  | 1134 | 1251 | 1231 | 1473 | 2057 | 1300 |
| التونسين  | 0    | 2    | -    | 36   | 142  | 241  | 299  | 300  | 297  | 300  | 299  | 332  | 313  | 316  | 288  |
| الأترك    | 1    | 3    | -    | -    | 27   | 49   | 120  | 114  | 154  | 282  | 287  | 341  | 327  | 464  | 522  |

### اندماج مسلمي العرب
إن قدامى الجنود الذين اختاروا الاستقرار في المدينة قد شغلوا منذ عدة سنوات مستودعات مهجورة في الزلاقات (قريبة من محطة فيوت) وعاشوا في<<ظروف مريبة>>، قبل مجئ عدد من الشخصيات إلى المدينة مثل المحافظ جون مينجوز، الماسونى هنري هووت، القسيس البروتستنتى جون كاربونار وأيضا الراهب شايس الذين قاموا بتوفير لهم ظروف معيشية جيدة وحياة أفضل. منذ عام 1960, أنشئت العديد من <<مدن>>الترانزيت لاستقبال المستعمرين القدامى وأيضا المهاجرين من شمال أفريقيا لإيجاد ايدي عاملة. ضمن هذه المجموعات السكنية تشكلت الفونوت التي أصبحت فيما بعدايسكال,أميتيه وأيضا اكاسياس.
لقد أصبحت مدينة فونوت منذ بداية عام 1960 منطقة عشوائية بالفعل، حيث يوجد بها نحو ثلاثون عائلة مكونين جالية من ما يقرب من 300 شخص معظمهم جزائريين ومعهم بعض من الغجر، يعيشون متكدسين في أكواخ دون وقود أو نور. في عام 1969, قررت البلدية هدم تلك <<الأكواخ القذرة>> لإنشاء مبانى صلبة وأيضا لتغير اسم الفونوت إلى مدينة اكسياسغالبا لعدم إلحاق المكان كمنطقة عشوائية. إلا أن تلك المساكن أصبحت عند البعض عتيقة منذ عام 1980, مما أحدث تغير جديد لخدمات البلدية التي قررت هدم تلك المساكن لتتمكن من إنشاء طريق.

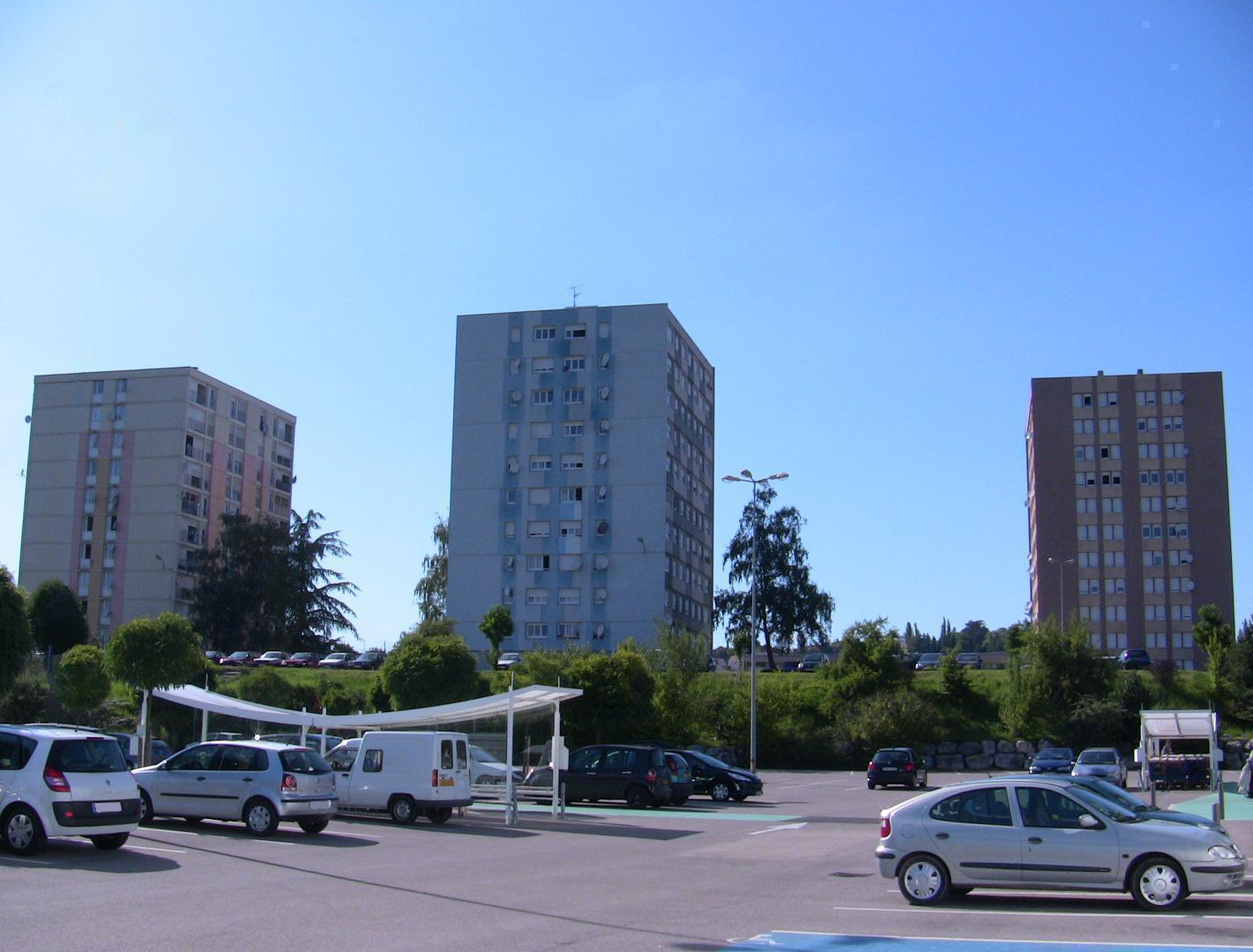
الأبراج الثلاث في مدينة آميتييه,2009

 بالنسبة لقطاع «أميتييه» فهو مكون من ثلاثة أبراج قائمة في حي القديس فارجو منذ عام 1968 والذي استطاع أن يستقبل حتى ثمانين عائلة الغالبية العظمى من أصول أجنبية: على عكس قطاع ليسكال والذي لم يشهد أي تغيرات كبرى منذ إنشاءه.أخيرا، المدينة التي أعتبرت آخر مدينة ترنزيت والتي توجد أيضا في حي القديس فارجو: مدينة ليزاكاسيا، والتي يوجد بها 431 فرد موزعين في 120 مبنى سكني، ويعيش بها جزائريين، مغاربة وأتراك لكن كان يجب تدمير تلك المدينة في عام 1990 ولكنها قد نجت من التخريب بفضل كثرة السكان بها الذين كانوا يقيمون أحيانا باصلاح المباني بأنفسهم بهدف عدم تحويل الحي إلى <<أكواخ قذرة>>.
أما المهاجرون الأخرون من شمال أفريقيا قد تم توزيعهم في أحياء أخرى جديدة في المدينة، مثل كلار سولاي، مونترابون_فونتان_إيكو، بلانوشي، أورشا وبالونت وأيضا في حي «جريت بوت».أوضح ريبورتاج لفرنسا 3 صعوبات اندماج الجالية في مونتبليار وو لكنها في نفس الوقت ليست مهمة شاقة في بيزانسون، ولقد صرحت فتاة من منطقة القبائل إنه ليست هناك مشكلة لكونها مسلمة وانها تخرج بحرية أكثر مما كانت في الجزائر.

### إنشاء مجتمع إسلامى
كانت أول مؤسسة حقيقية للعرب المسلمين هي القنصلية الجزائرية بالمدينة، والتي أقيمت في بيزانسون أواخر عام 1960 بحي شابرى لتسهيل الإجراءات الإدارية للمجتمع الجزائري في المدينة، والتي أصبحت في هذا العصر أحد أهم المدن. في حين أن القنصلية لا تستطيع حل مشاكل الجمهور المرتبطة بالعقائد وإطار الحياة حتى بأنشاء مسجد بالمدينة، تبقى البنية التحتية والمتوسطة غير كافية. في الواقع، قدم تقرير من 1982 عن المسجد المركزى في بيزانسون وهو مبنى قديم مصنع مسبقا، وأجريت مقابلة مع «رباح دودو», رئيس رابطة المسلمين في هذا الوقت بفرانش كونته. لقد وصفت البنيات التحتية الدينية مرة أخرى في تقرير آخر لفرنسا 3 في عام 1984 عن عيد الأضحى: إن أماكن العبادة البسيطة المشيدة في المدينة تجعل ممارسة الدين صعبة، مع أن أحد الأشخاص أقيم معه حديث صحفى وقال فيه أنه قد صار من السهل ممارسة الشعائر الدينية بحرية أكثر مما قد مضى.روى أحمد داهمانى وهو إمام مسجد بلانواز في حوار صحفى أن بعض المسلمين يصلوا منذ عام 1970-1980 ببيزانسون، في السينما القديمة بمونتاجواى ثم بمونترابون وب (AATEM) (منطقة ببيزانسون) المؤدية إلى كليمونسو، ثم شارع فيسول وطريق المونتارمو، وأيضا في الكهف رقم8 لجزيرة فرنسا وأخيرا في عام 1990, في ردهة مبنى بشارع9 كولوني ببلانواز.

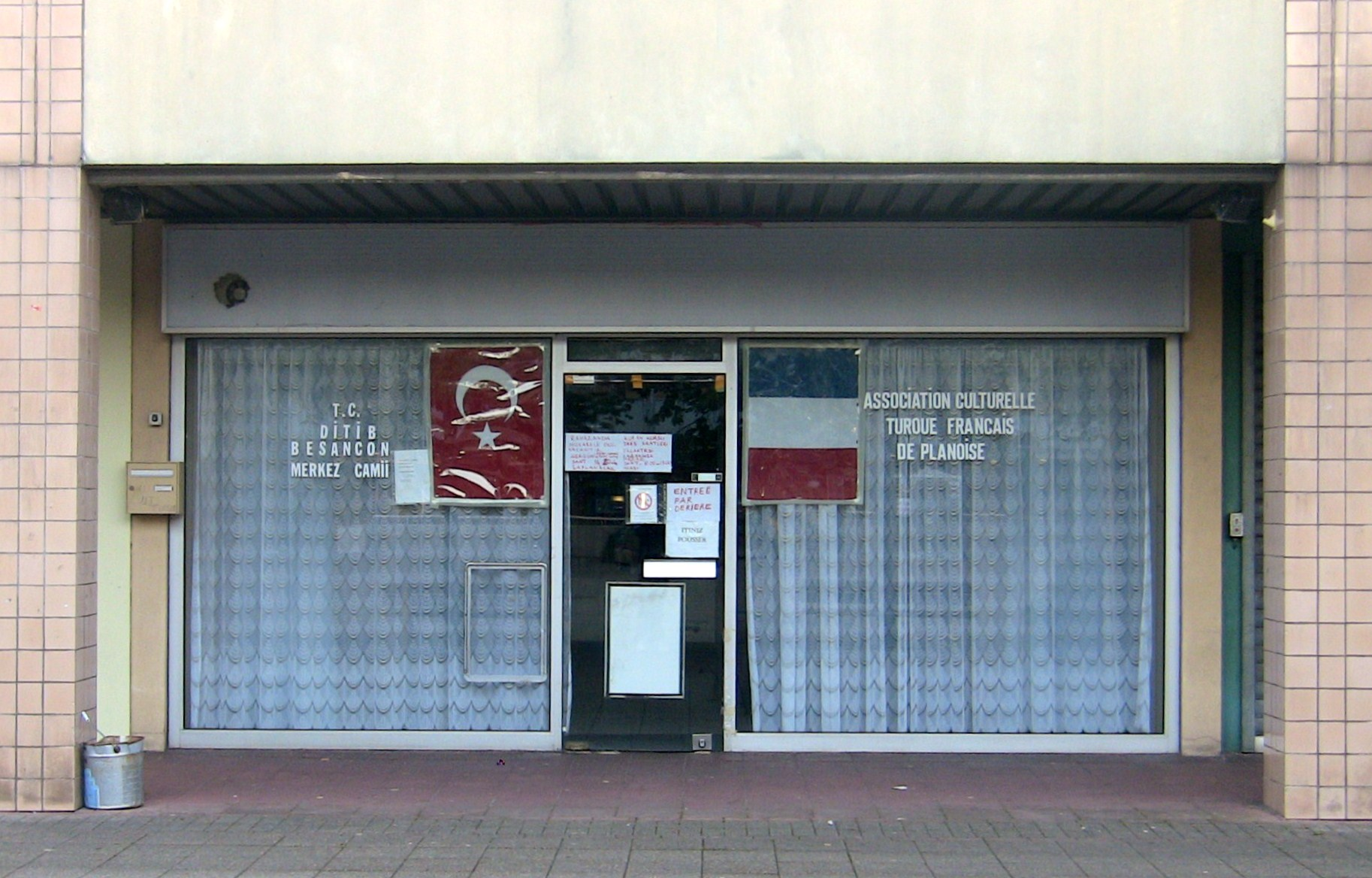
المجلس ا لثقافى التركى الفرنسى ببلانواز

يجب أن ننتظر حتى عام 1987 لتكوين ائتلاف حقيقي للمسلمين في المدينة.بعد عدة عقود قد مضت في كهوف أو ردهات المبانى أنشئ مكتب مكان العبادة للجميع، فقد استطلع المسلمين في بيزانسون من الآن فصاعدا ممارسة الشعائر الدينية على طريقة المذهب السني. قد أقيم هذا المجمع الدينى الموجود الآن في حي القديس كلود عام 1987 بقاعة للصلاة في قطاع المونتارمو بهدف حث طلاب المسلمين الر اغبين في تلبية ممارسة الشعائر الدينية والتعليم للمسلمي المدينة وبالتدريج أنشئت ائتلافات أخرى: وبعد ذلك أقيم المجلس الثقافى التركي الفرنسى ببيزانسون وأيضا الجمعية الفرنسية التركية في بيزانسون-ببلانوان، المقامة في قاعة صلاة شاتوفارين، بينما ائتلاف الشباب المسلمين في بيزانسون وائتلاف الترك الإسلامى ببيزانسون موجود في قاعة صلاة كلير سولاي. منذ عام 1990 تعددت الائتلافات وقاعات الصلوات، ولكن يتحتم علينا انتظار القرن الحادي والعشرون ليستطيع المسلمين ببيزانسون ممارسة عبادتهم في مساجد حقيقية.

### قضية السبعة إسلاميين
ساهم هذا الحدث في تدهور صورة المسلمين بيزانسون.

في 13نوفمبر 2007، اعتقل سبعة مسلمين من ضمنهم ثلاثة من اصل فرنسي وثلاثة من أصل بوسيني والأخير من أصل جزائري وبحوزتهم عشرات البنادق وخاصة سلاح الكلاشنيكوف.كانوا يقومون بالتخطيط لل«الجهاد» أو للقيام بهجوم مسلح.من ضمنهم ستة رجال يقيمون بحي بلانواز وحي سانت كلود وحي سانت فيرجو اما الأخير فكان يقيم بمبنى بحي بونتاريه.فيما يبدو أنهم استوحوا الفكرة من المنتديات الراديكالية المتطرفة والمواقع المختلفة التي تتضمن فكرة الصراع والهجوم في الشرق الأوسط.هؤلاء المدعى عليهم، ومن الجدير بالذكر انهم من أتباع مذهب السلفية، اتُهموا بأنهم «عصابة إجرامية لها علاقة بمنظمة إرهابية» وبانتهاكهم القوانين التي تخص حمل الأسلحة وحكم عليهم بالسجن حتى إتمام محاكمتهم في باريس. شارك شخصان من مدينة قرقشونة، لهم صلة قرابة مع أحد افراد المجموعة المتطرفة، بإطلاق النار معهم.

خضع السبعة ارهابين للمراقبة من قبل المخابرات العامة الفرنسية منذ أكثر من عامين بسبب تطرفهم. واتهموا بتحضيرهم لهجوم ارهابي ومحاولاتهم إطاحة إمام مسجد السنة بسانت كلود للسيطرة على المسجد ومحاولة ضم أكثر عدد ممكن من المسلمين معهم بخططهم الإرهابية.من خلال صحيفة "L'Est Républicain"اجتمعت هذه المجموعة الإرهابية بتلال بيزانسون خاصة بحصن فور بلانواز متبنية الفكر الجهادي.عقدت المحاكمة في باريس في26 مايو 2010، في هذه الحالات تتراوح مدة العقوبة فيما بين عام إلى خمس أعوام وتشمل العقوبة الشخصان اللذان انضما اليهم اثناء الطلق الناري، ولكن الأحكام التي نُطقت لم تتعدَ العام الواحد.من الجدير بالاهتمام ملاحظة الطابع الاستثنائي لهذه الحالة التي لا تضم إلا أقلية صغيرة جداً من المسلمين في المدينة.

### المجتمع العربي الإسلامي في القرن الحادي والعشرين
يمثل القرن الواحد وعشرين عنوان الازدهار للمجتمع الإسلامي ببيزانسون.في الواقع، توفر للمسلمين أماكن كافية لممارسة شعائرهم الدنية كمسجد السنة الذي بني في بداية عام 2000 بحي سانت كلود ومسجد الفتح الذي بني بعام 2009 بحي بلانواز ومسجد فونتين إيكو الذي بني بعام 2010 بحي مونترابون فونتن إيكو بالإضافة أيضاً إلى بعض القاعات للصلاة منتشرة بالمدينة.بعام 2010، أكثر المساجد شهرة واحتشاداً هو مسجد السنة بسانت كلود ثم مسجد فونتين إيكو ثم مسجد الفتح بحي بلانواز وهناك بعض المساجد والجمعيات التي بنيت بحي كليير سوليّ وحي شاتوبريو.مع ذلك، ظل المجتمع الإسلامي العربي والفرنسي ببيزانسون يعاني من عدة مشاكل أبرزهم مشكلة ارتداء النقاب وأماكن المآذن بفرنسا وبشكل غير مباشر مسألة الهوية الوطنية.

في أحياء المدينة، لوحظ ازدهار المجتمع الإسلامي العربي.فاعتمد الاقتصاد في بلانواز، خاصة في منطقة كازين، على التجارة المرتبطة بالهجرة المغربية والآسيوية. وأيضا، جميع الجزارين بلانواز يتبعون طريقة الذبح «الحلال» أو«الكشروت» وأيضا العديد من المطاعم ومحلات البقالة تقدم منتجات تتبع طقوس الذبح.أضافة على القطاع الغذائي، هناك أيضا متاجر للملابس الشرقية وأيضا بازارات بها تحف فنية وأشياء دينية من أصل عربي إسلامي.

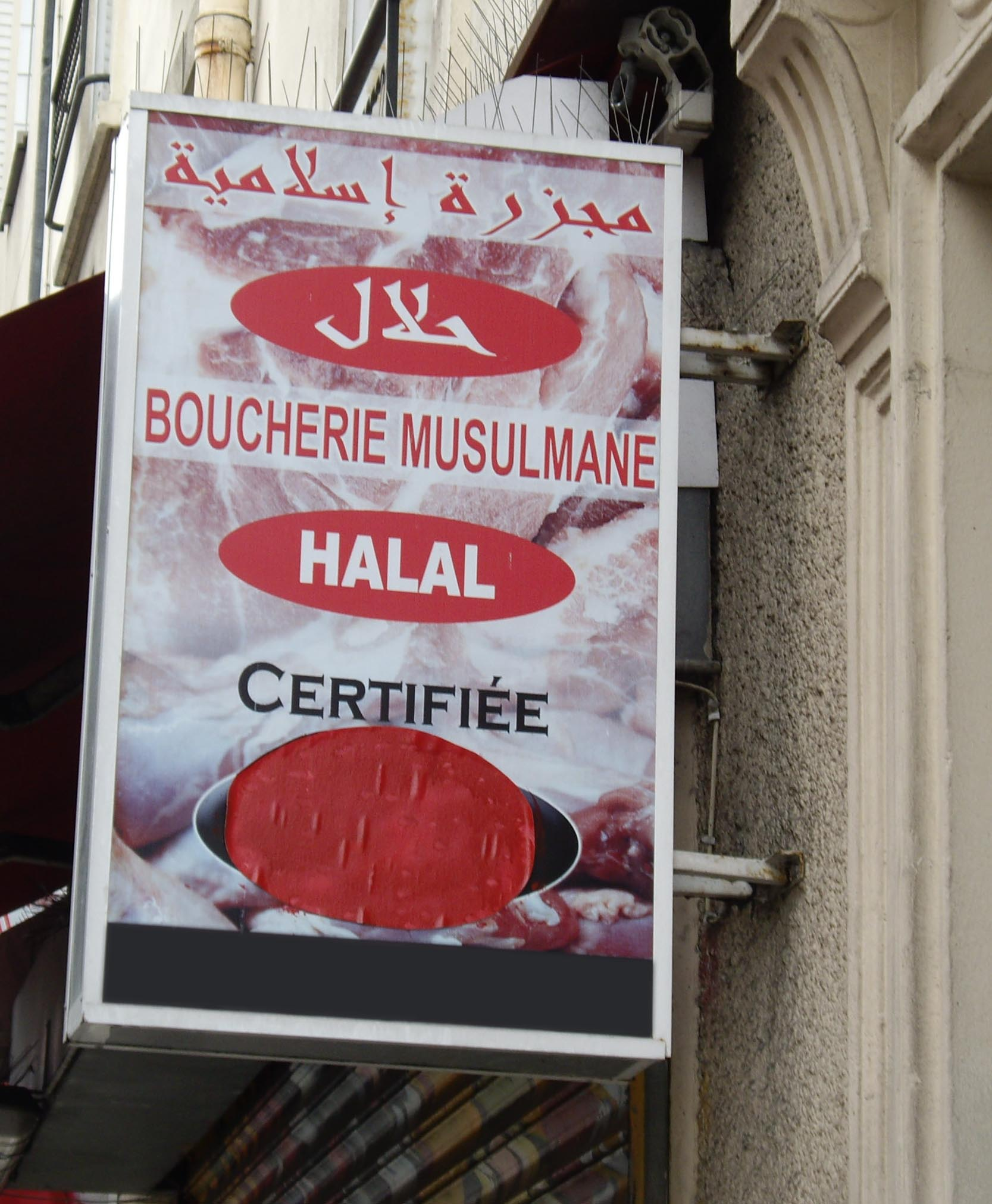
جزارة حلال بباريس

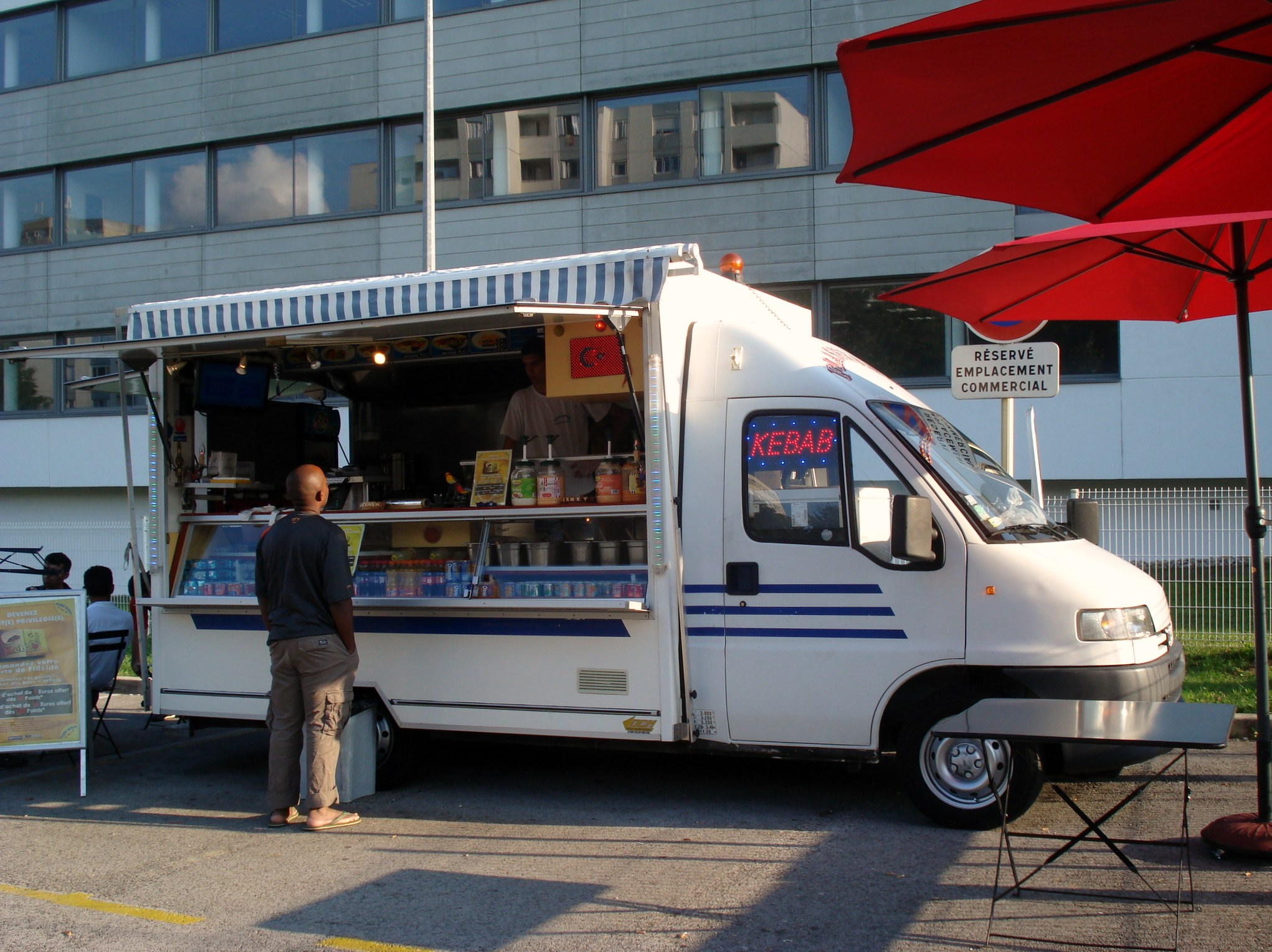
عربة كبا بحي بلانواز ببيزانسون

 وينتشر أيضا الوجود الإسلامي في مركز المدينة «لا بوكل» خاصة بحي باتونت حيث مطاعم الكباب واماكن لشرب الشيشة وعرفت هذه الأماكن انتشارا واسعا في العشر سنوات الأخيرة. ومع ذلك، ليس من المتوقع افتتاح مطعم كويك (حلال) في المدينة على المدى القصير.

لدى المجتمع الإسلامي ببيزانسون إذعتين: الإذاعة الجنوبية ببيزانسون، أنشئت في عام 1983 خصيصا للجزائريين والمسلمين بالمدينة، وتبث في بيزانسون وضواحيها وهي تعتبر علامة على حيوية الوجود الجزائري المقيم ببيزانسون وأيضا هناك الإذاعة الوطنية الإذاعة الشرقية وهي تعتبر«ارتباط» حقيقي بين الشرق والغرب.

يحتوي سجن بيزانسون حوالي 65% من السجناء المسلمين وفقا لموقع Ceras-projet.org وهذه ليست حالة استثنائية بعد أن نشرت صحيفة واشنطن بوست الأمريكية، أن عدد نزلاء السجون في فرنسا يتراوح ما بين 60 و70% مسلم.

في عام 2009، ستطرح البلدية قضية الأغذية الحلال في المطاعم المدرسية بعد طلب الملح من قبل الأسر المسلمة لإدخال الأطعمة الحلال (الأطعمة المسموح بها للمسلمين) في المطاعم المدرسية لكن قررت البلدية أن جميع المطاعم المدرسية يجب أن تكون غير طائفية. في يناير بنفس العام، تشارك المجتمع الإسلامي في المظاهرات المؤيدة للفلسطينيين من خلال دعوة المركز الثقافي الإسلامي في فرانش كونته (CCIFC)، في10 يناير 2009، تجمع أكثر من ألف شخص بساحة الثورة (أكبر ساحة ببيزانسون). بعد ذلك، نظمت مظاهرة جديدة، خصوصا في 5 يونيو 2010 بعد صعود الأسطول إلى غزة، وذلك بدعم من المركز الثقافي الإسلامي بفرانش كونته.

في عام 2010، الإسلام سيكون الديانة الثانية بعد المسيحية في بيزانسون ولكن بنسب أعلى على المستوى الوطني، من خلال الممثلين الرئيسيين للإسلام في المدينة. وهذا ما أكده راديو فرنسا بلو بيزانسون الذي يحصي عدد المسلمين في بيزانسون بحوالي 15000 شخص أي 13% من مجموع السكان في المدينة، وحصلوا على نسبة أعلى قليلا على المستوى الوطني، إلى ما يقرب من 8-10% من مجموع السكان وفقا لبعض المصادر (خمسة إلى ستة ملايين مسلم من أصل عدد السكان من 63 مليون دولار لو بوان ولو فيجارو). و3.1 إلى 3.7% بعام 1999 من خلال مصادر أخرى

من خلال دراسة استقصائية أجرتها كوثر نجيب مع بعض المسلمين في بيزانسون، كشفت عدم الممارسة الدائمة لمسلمي بيزانسون الشعائر الدينة الموصى بها، وهي خمس صلوات يوميا في الإسلام، بسبب النشاطات المهنية، ولوحظ ممارسة هذه الشعائر خلال الاحتفالات الدينية فقط.يحتفل مسلمي بيزانسون بالعيد الصغير أكثر من العيد الكبير وذلك لعدم مقدرة البعض من ذبح الأضحية لأسباب مادية.و أوضح أيضا التقرير أن ممارسة الشعائر الإسلامية في البلاد العربية أسهل من ممارستها في البلاد الأجنبية وهذا الخوف في الواقع من العداء تجاه العبادة.يعتقد مسلمي فرنسا أن الدولة هي الضامن لحقوقهم في المسائل المتعلقة بالدين، وإنه من الممكن أن يكون المواطن فرنسي ومسلم على حد سواء، فالإسلام مسألة شخصية مثل سائر الأديان الأخرى. ينظر الفرنسين الغير مسلمين للإسلام بصورة سيئة، لا سيما بسبب النزاع في الشرق الأوسط، وقيام الثورة الإسلامية في إيران، وأيضا العمليات الإرهابية.

### تكوين المجتمع الحالي

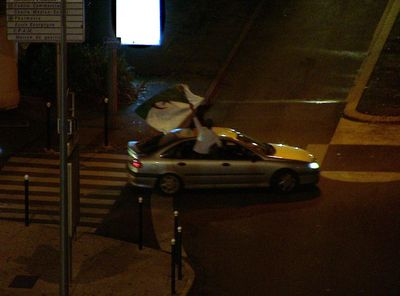
الجزائريون أكبر جالية أجنبية في المدينة. هنا سيارة بها راكب يلوح بعلم الجزائر في حي بلانواز أثناء التصفيات المؤهلة لنهائيات كأس العالم 2010 لكرة القدم

في بداية القرن الحادي والعشرين، تكون المجتمع الإسلامي ببيزانسون من عدد كبير من شمال أفريقيا وخصوصا من بلاد المغرب العربي (المغرب والجزائر وتونس)حيث هاجر أول جيل بعد الحرب العالمية الثانية وخاصة منذ عام 1950 إلى عام 1960، وهم يشكلون نسبة كبيرة من المجتمع الإسلامي في المدينة، على الرغم من أن الشباب منهم أقل ممارسة للشعائر الإسلامية عن من هم أكبر منهم. يوجد هناك أقلية صغيرة من يهود شمال أفريقيا ومن يهود سفارديون الأقدام السوداء الذين يمثلون حاليا نسبة كبيرة في المدينة.يعتبر الجزائريون هم أكبر جالية أجنبية في بيزانسون حيث يبلغ عدد سكانها نحو 1,933فرد، جزءكبير منهم من ولاية خنشلة بجبال الأوراس. تأتي الجالية المغربية في المرتبة الثانية حيث يبلغ عددها 1485 فرد، أما الجالية التونسية فأقل ثلاث مرات في فرانش كونته عن جميع المناطق الحضارية بفرنسا واعتبرت في عام 2010 أصغر جماعة عرقية بالمنطقة.

تحتوي أيضا المدينة على جنسيات قليلة ليست ملحوظة بنفس القدر السابق كالمجموعات القادمة من بلاد لم تخضع للاستعمار الفرنسي كتركيا وإندونسيا، وهناك أيضا مجموعات صغيرة من المسيحين بالمنطقة كما هو الحال بأفريقيا السوداء.استقرت الجالية التركية ببيزانسون منذ عام 1970 أو تحديدا عام 1980 وبلغت 482 فرد في عام 1999.هناك أيضا مجتمع متوسط الأهمية ببيزانسون ويضم البرتغال والإيطالين ويبلغ عدد البرتغالين 1010فرد أما الإيطالين فعددهم 800 فرد، تأتي مدينة فرانش كونته في المرتبة الثانية بعد مدينة الزاس احتواءً للأتراك.منذ عشر سنوات، استقر عدد من المسلمين القادمين من كوسوفو وبوسنة وصربيا بالمدينة واعطوا وجها جديدا للمجتمع.وبحد أدنى، يمثل أيضا المجتمع الإسلامي في بيزانسون من قبل مسلمي جزيرة مايوت، وأيضا السكان الذين هاجروا مؤخرا من أفريقيا جنوب الصحراء، وخاصة من المستعمرات السابقة أفريقيا جنوب الصحراء.أما بالنسبة لمسلمي آسيا، فهم قلة في بيزانسون ويستقرالمهاجرين منهم في المدينة ومعظمهم بوذيين.ان اعتناق «السلالات الفرنسية» (من هم ولدوا في فرنسا من أبوين وأجداد فرنسيين)للإسلام هو موضوع الدراسة المحلية، وعلى الصعيد الوطني يوجد حوالي 60 ألف شخص يحول إلى الإسلام، أي ما يقرب من 3600 تحويلة كل عام.صرح أحمد الدهماني إنه يوجد ما لا يقل عن أربعة عشر جنسية مختلفة من الناس يصلون بمسجد بلانواز، بما في ذلك الجزائريين، والمغاربة، والتونسيين، والموريتانيين، واليمنيين، واللبنانيين.

## الشخصيات العربية الإسلامية ببيزانسون

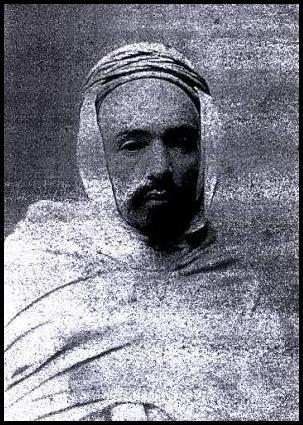
غرنييه فيليب

تحتوي بيزانسون على عدة شخصيات من المغرب العربي معظمها مسلمة.على سبيل المثال رشيد دشيبالي لاعب كرة جزائري ترعرع ببلانواز ومحمد لوكيار محمد لوكيار على موقع الفريق لاعب كرة مغربي والملاكم الجزائري كيدافي ديشيلكير والمصراع غاني يالوز من كازابلانكا وفريق الراب Mifa Saï Saï والمستشار مايكل اوموري وأيضا صلاح جام الذي توفي بطوليا في محاولة لوقف حرائق السيارات خلال اضطرابات فرنسا 2005.
تضم المدينة عدة عائلات كبيرة من الهجرة، أهمها وأشهرها هي عائلة حكار، من أصل جزائري من مدينة خنشلة. عائلة حكار لديها تاريخ نموذجي بالنسبة للعائلات الجزائرية المسلمة ببيزانسون.مرزوق حكار من أوائل الجزائرين المهاجرين لبيزانسون عام 1957 بعد أن حارب إلى جانب فرنسا خلال الحرب العالمية الثانية ثم لاستقلال الجزائر.وانضمت إليه عائلته في السنوات التالية، وشيئاً فشيئاً، أصبحت عائلة حكار أهم عائلة في المدينة، تتكون حاليا من ألف فرد.الأكثر شهرة منهم هم الملاكم مراد حكار والمخرج عمر حكار، وهناك أيضا منهم آخرين أطباء، ومحامين، ورجال الأعمال.
ويوجد أيضا، فيلب غرنييه طبيب ورجل سياسي من بونتارليه كان له أثر واضح بالمدينة.هو أول نائب مسلم في تاريخ فرنسا، ولد عام 1856 بمدينة بونتاريه، اجرى دراسته الثانوية ببيزانسون ثم أكمل دراسته بكلية الطب بباريس ومن ثم عاد إلى بلدته.سافر فيلب عدة مرات إلى الجزائر ودرس العادات والتقاليد العربية وأيضا القرآن قبل اعتناقه للإسلام عام 1894.قام بزيارة إلى المسجد الحرام في مكة المكرمة، وأصبح يرتدي بعد ذلك اللباس التقليدي للجزائر ثم انتخب فور عودته إلى فرنسا مستشار محلي لبونتاريه.بعد وفاة النائب السابق لإقليم دوبس، انطلق فيليب في الحملة الانتخابية وفاز بالجولة الثانية بنسبة 51% في 20 ديسمبر 1896 وأصبح بعد ذلك حديث الصحافة الوطنية في ذلك الوقت.في السنوات اللاحقة، تراجع أداء غرنييه فهزم مرتين في الانتخابات اللاحقة. توفي في مسقط رأسه 25 مارس 1944 عن عمر يناهز 79 عاما، قبل أشهر قليلة من تحرير وحدة المشاة الجزائرية بونتارليه من الجيوش النازية.اُطلق اسم غرنيه فيليب على شارع ومدرسة ومسجد ببونتارليه تكريما له.يمكن أن نذكر أيضا إريك جيوفروي، رجل الدين الإسلامي المستعرب وكاتب فرنسي متخصص في الصوفية، اعتنق الإسلام، ولد في عام 1956 في بلفور.

## المباني والمؤسسات العربية والإسلامية

### المساجد والجمعيات
تأسست جمعيةالسنة النبوية في عام1987 من قبل مجموعة من الطلبة المسلمين ببيزانسون.تجتمع الجمعية منذ عام2000 بمسجدالسنة النبوية، والمعروف أيضا باسم «مسجد الجزائريين» وهو مقام على أراضي خالية تبرعت بها مدينة بيزانسون.اليوم هو المسجد الوحيد في فرانش كونته الذي يحمل مئذنة كمسجد الرحمة بمدينة فيزول.يقع المسجد في 98 شارع فيزول، في قلب سانت كلود.المسجد مفتوح للعبادة للرجال والنساء، ويقدم أيضا دورات تعليمية في اللغة العربية والقرآن الكريم للأطفال والكبار.توجد أماكن أخرى للصلاة كمسجد «ابي بكر» بحي مونترامونت بكلير سوليّ وكذلك أيضا مسجد النور بمنطقة شاتوفارين. يتجمع مسلمي مدينة «تل جريت» التي تعرف أيضا باسم «408» للصلاة في القاعة السادسة بالمبنى الأول.افتُتح مسجد آخر بحي مونترابون فونتين إيكو في 2 نوفمبر 2009، بوجودعمدة المدينة«جون لويس فوسيريت» ومعه أيضا أهم ممثلي اليهود والمسيحين بالمدينة.

انشئت جمعية الفتح بعام2000 في حي بلانواز بمبنى يسمى«تريبوت»، بشارع كولونيّ بمنطقة جزيرة فرنسا، وهوأيضا مكان للعبادة للمسلمين في جميع أنحاءالحي.لكن في عام2007، تم تطبيق برنامج التجديد المدني الذي ينص على هدم «تريبوت»، ومن ثم منحت البلدية أرض للمسلمين لبناء مكان للعبادة عليها، الأرض مستأجرة لمدة 99 عاما لمسلمي المنطقة بسعر رمزي 1 €.لم يتبق سوى جمع الأموال لتشييد المبنى، وحلت المشكلة سريعا بفضل تبرعات مئات الأفراد.بني مسجد الفتح في 29 شارع كليمو مارو عند حدود بلدة«آفاني_إفيني»، منطقة مجاورة. في 25 مايو 2008، تم افتتاح المسجد الجديد في حضور رئيس البلدية وعدة منتخبين.كلمة فتح بمعنى «مصير» أو«غزو».يستمدالمسجداسمه من القرآن الكريم من السورة رقم 48.تحرص جمعية الفتح على ممارسة الشعائرالإسلامية، وأيضا على تنظيم أنشطة رياضية ونزهات ورحلات ودورات تعليمة للتعاليم الدينية والمدنية، بل وأيضا تقديم المساعدة والدعم للمسلمين في بعض الإجراءات الإدارية ومحاربة «التمييز والتفرقة».إمام المسجد منذ عام 2008 هوالسيدالدهماني.

### مقبرة مسلمي بيزانسون
مقبرة سانت كلود، تقع في حي سانت كلود، دفن بها العديد من الجنود المسلمين الذين قتلوا في المعارك أثناء الحرب العالمية الأولى.القبور مشيدة على الطراز الشرقي الإسلامي، جنباً إلى جنب لقبور عليها الصليب الاتيني للجنود الذين سقطوا في بيزانسون أثناءالحرب العالمية الأولى والثانية.بالقرب منها، تم تخصيص مساحة لتضم قبور المدنين ببيزانسون وتضم الآن 50 مقبرة تعود أقدمهم لعام1960.

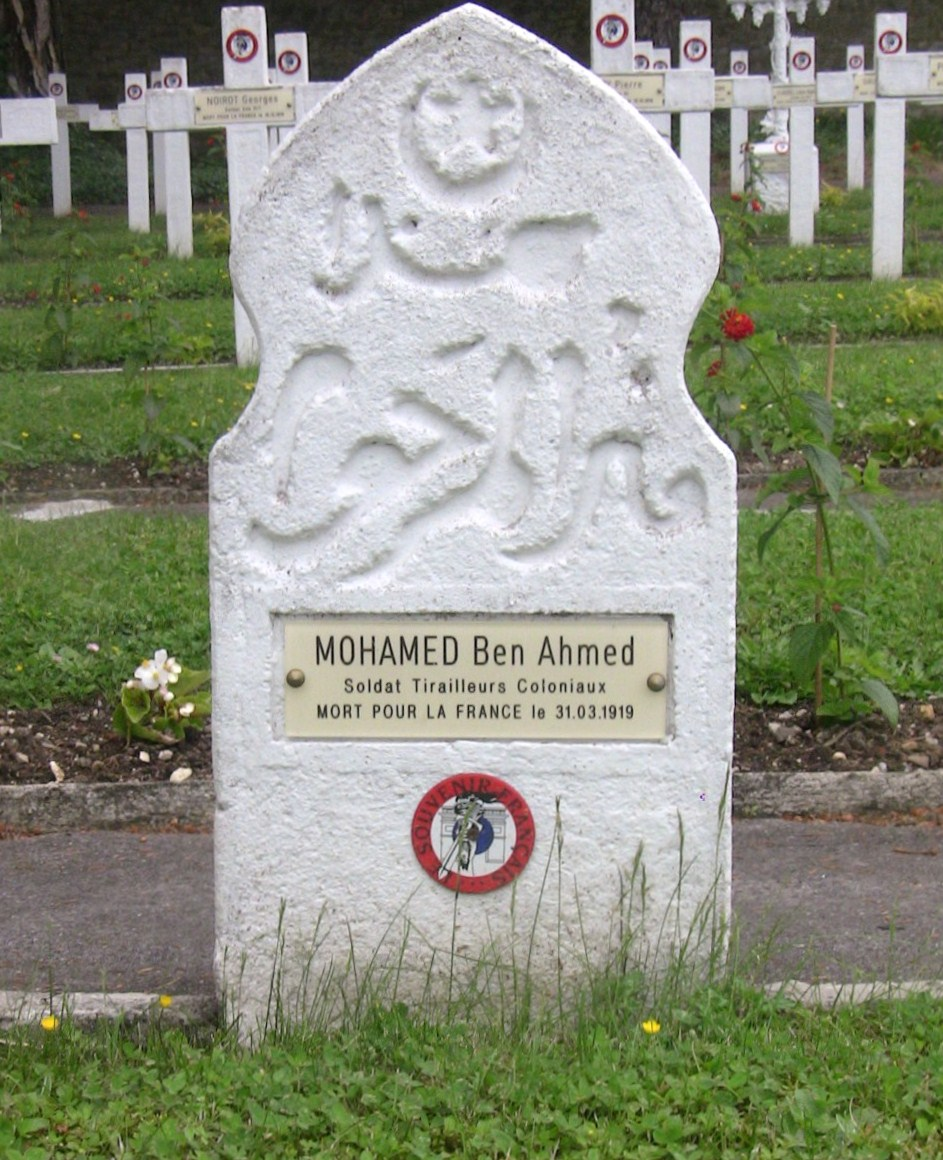
المساحة الممنوحة المدنيين
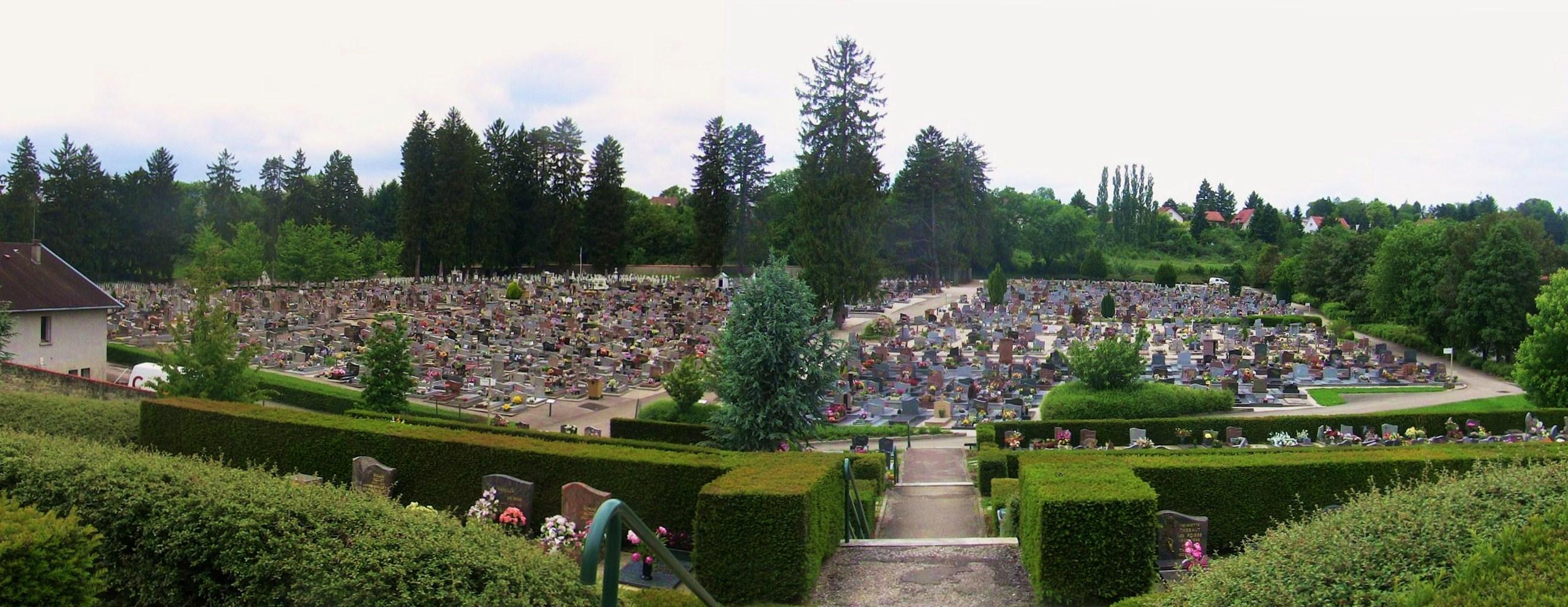
شكل المقبرة الإسلامية
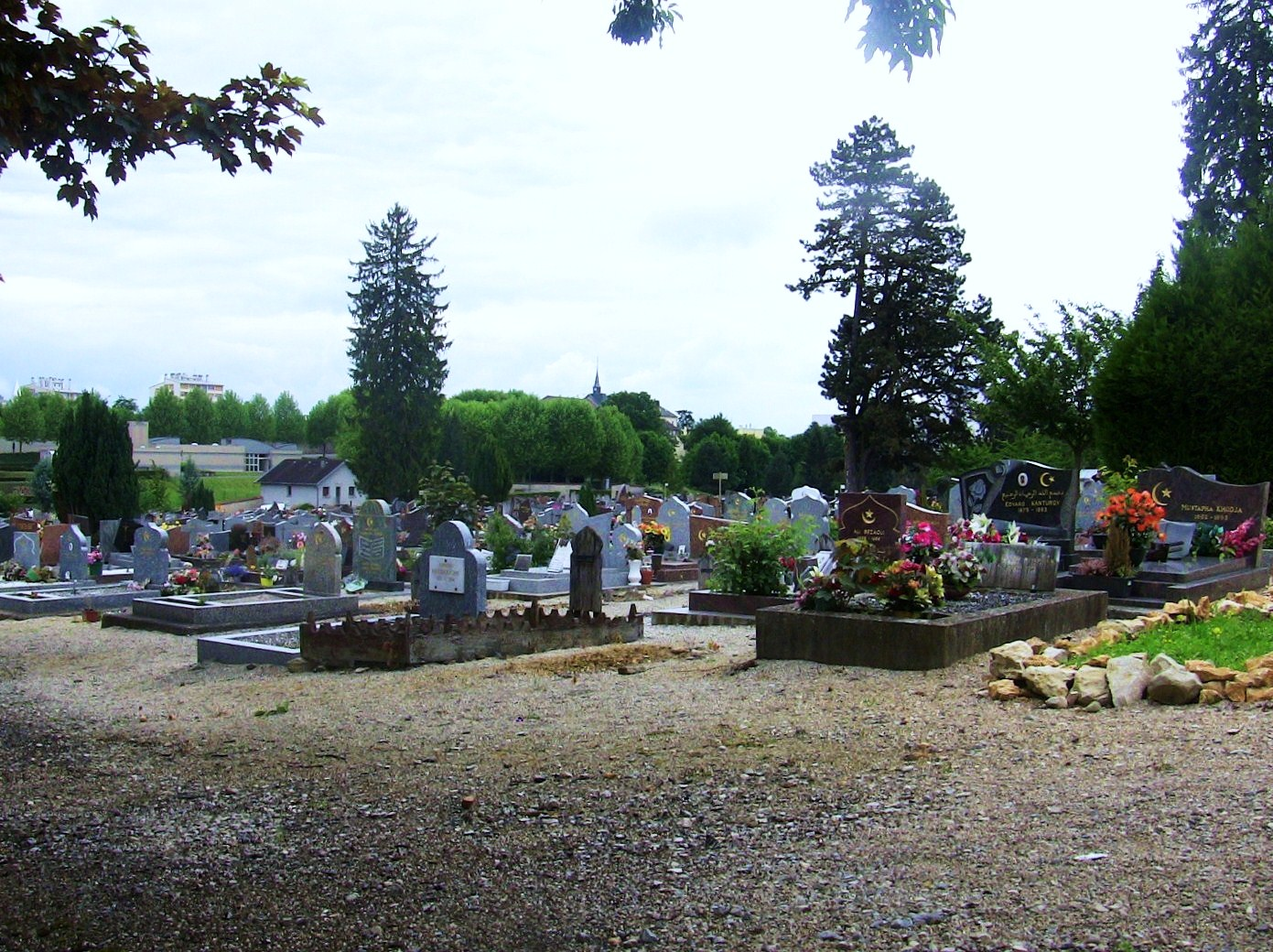
مقبرة سانت كلود
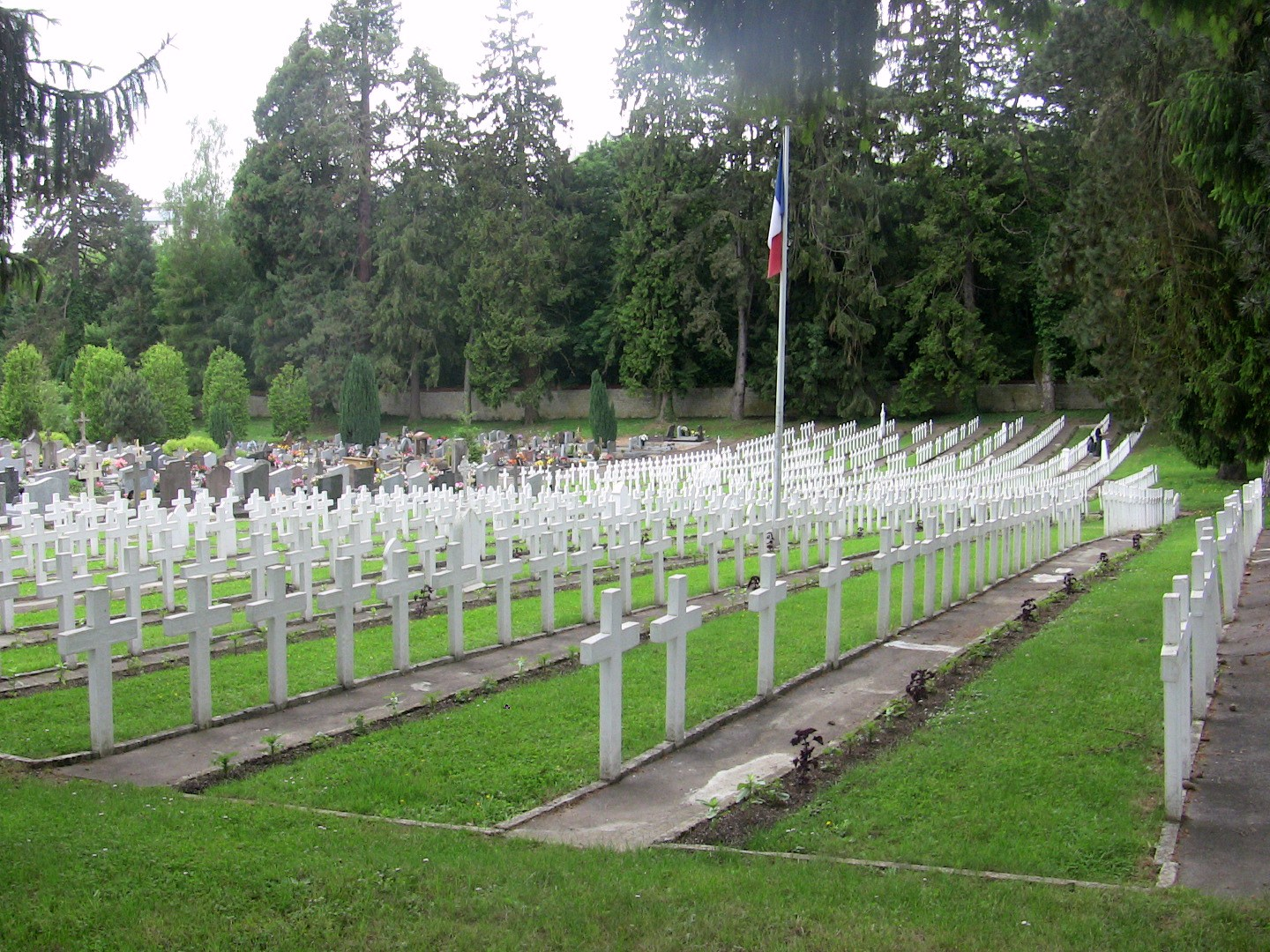
مقابرالجنود الذين سقطوا في الحرب